# GNOME Software
GNOME Software è un'utilità per l'installazione, aggiornamento e rimozione di applicazioni e aggiornamenti su Linux. Fa parte delle GNOME Core Applications ed è stato introdotto in GNOME 3.10.
È il front-end di GNOME per PackageKit, a sua volta un front-end per diversi sistemi di gestione dei pacchetti, che includono sistemi basati sia su RPM che DEB.
Il programma viene utilizzato per aggiungere e gestire repository di software e archivi di pacchetti personali (PPA) di Ubuntu. Ubuntu ha sostituito il suo precedente programma Ubuntu Software Center con il software GNOME a partire da Ubuntu 16.04 LTS, e lo ha rinominato "Software Ubuntu".
Supporta anche fwupd per la manutenzione del firmware di sistema.
GNOME Software ha rimosso il supporto Snap a luglio 2019, a causa di problemi di qualità del codice, mancanza di integrazione (in particolare, l'utente non può sapere cosa sta facendo Snap dopo aver fatto clic su "installa" e che generalmente ignora le impostazioni di GNOME) e il fatto che compete con lo standard Flatpak supportato da GNOME.

## Caratteristiche
Caratteristiche principali:
- Consente all'utente di trovare app navigando o ricercando:
  - un'app specifica
  - app in una particolare categoria o con funzionalità particolari richieste
- Consente all'utente di ispezionare e valutare in modo efficace le app prima di installarle (screenshot, descrizioni, valutazioni, commenti, metadati)
- Consente all'utente di visualizzare quali app sono installate e rimuoverle
- Presenta una visione positiva dell'ecosistema delle app
  - Rafforza la sensazione che ci siano molte app di alta qualità
  - Incoraggia le persone a interagire con quell'ecosistema, sia come utenti che come contributori
  - Durante la navigazione, presenta e promuovi le migliori app disponibili
  - Facilita la scoperta accidentale di nuove app
- Gestire gli aggiornamenti software. Fa sì che l'aggiormamenti delle applicazioni richiedano meno interazioni possibili per l'utente. Include: app, aggiornamenti del sistema operativo (PackageKit, eos, rpm-ostree), firmware
- Supporta più repository software, definiti sia dal distributore che dagli utenti.
  - Mostra quali repository sono configurati. Consente loro di essere aggiunti/rimossi.
  - Gestisce i casi in cui la stessa app può essere installata da più origini.

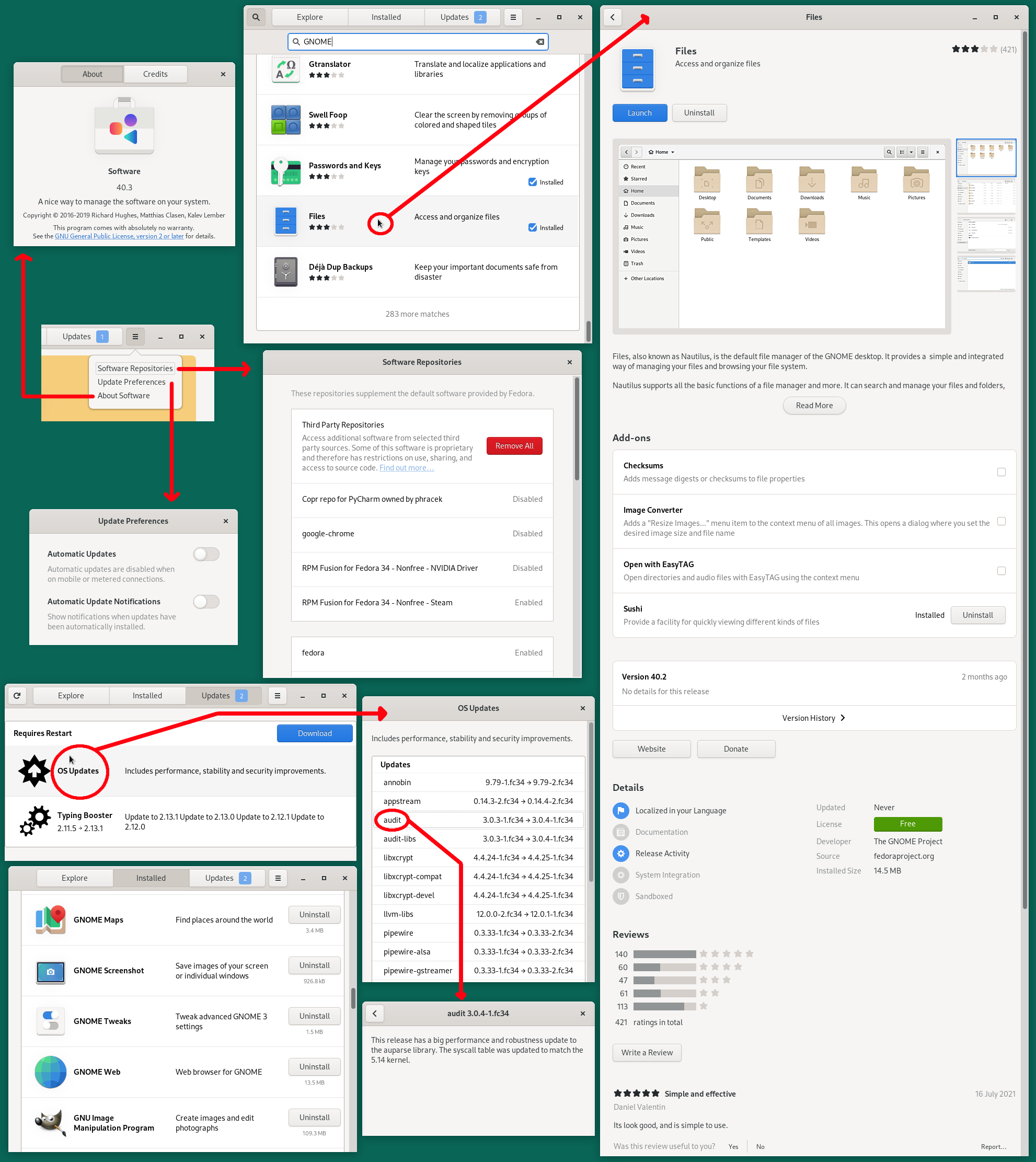
Le caratteristiche del software GNOME 40.3